# 山陽丸 (宇高連絡船)
山陽丸（さんようまる）は、鉄道省（後の日本国有鉄道）宇高航路に在籍した客船。同型船に「南海丸」がある。
船名の「山陽」は、山陽道に由来する。

## 概要
「山陽丸」型は当時の瀬戸内海の連絡船では設備の優秀な快速船で、遊覧船のような船であった。遊歩甲板前部が展望室となっており、その後部と上甲板に二等客室が、遊歩甲板後部と上甲板、下層甲板に三等客室があった。1930年（昭和5年）に運搬車28両を搭載できるように改装された。木部にはすべてチーク材が用いられ、畳敷きの二等客室に敷かれた絨毯は当時800円もしたものであり、洗面所や便所には大理石が多く用いられるなど、船の設備は贅沢なものであった。
「山陽丸」の旅客定員は以下のように変わっている。
| 年                   | 二等客室 | 三等客室 |
| -------------------- | -------- | -------- |
| 1923年（大正12年）   | 158名    | 899名    |
| 1930年（昭和5年）    | 158名    | 833名    |
| 1934年（昭和9年）3月 | 158名    | 831名    |
| 1934年（昭和9年）6月 | 157名    | 953名    |
| 1935年（昭和10年）   | 157名    | 746名    |

## 船歴
「山陽丸」は三菱造船神戸造船所で建造され、1923年（大正12年）1月8日に起工。同年4月17日に進水し、6月2日に竣工。6月29日に就航した。
同年10月1日、荒神島に乗り上げた。
1934年（昭和9年）9月22日、鉄道の不通に伴い「南海丸」とともに宇野・相生間で臨時運行される。
1941年（昭和16年）1月29日、宇野桟橋南端の南400mで「高知丸」（809トン）と衝突。11月1日、宇野桟橋南端の南西30mmで「住吉丸」（19トン）と衝突。1942年（昭和17年）1月17日、高松桟橋の北約20mで「第一宇高丸」と衝突。1943年（昭和18年）4月6日、俎石灯標の西北西約10mで擱座。1944年（昭和19年）3月10日、牛ノ子灯標の南西約190mで再度「第一宇高丸」と衝突。「山陽丸」は座礁したが、自力で離礁した。同年5月10日、葛島北端の南東200mで擱座。
戦後はGHQの日本商船管理局（en:Shipping Control Authority for the Japanese Merchant Marine, SCAJAP）によりSCAJAP-S110の管理番号が付与された。
1945年（昭和20年）9月7日、宇野港で「第五迎日丸」と接触。
同年9月22日と翌23日、山陽本線の不通に伴い尾道・柳井間で臨時運行される。
1946年（昭和21年）2月5日、宇野桟橋の南東約600mで3AT型戦時標準船「戸畑丸」（日本郵船、7,243トン）と衝突。
1948年（昭和23年）12月27日、運航廃止。1949年（昭和24年）8月29日、高松港で係船される。1953年（昭和28年）9月7日、「南海丸」と共に広瀬産業に売却された。
1956年（昭和31年）、岸本熊一に売却されて主機をディーゼル機関に変更する改装を受け、東光丸に改名。1959年（昭和34年）、渡辺俊夫に売却。
1968年（昭和43年）5月18日、泉大津にて解体が開始され、解体された。